# Classe Prut
Le unità appartenenti alla classe Prut (progetto 527 secondo la classificazione russa) sono navi progettate per compiere operazioni di recupero sottomarino o salvataggio.
La classificazione russa è in russo спасательное судно?, spasatel'noe sudno, "nave da salvataggio", abbreviato SS.

## Utilizzo
Queste navi sono perfettamente attrezzate per compiere operazioni di recupero e salvataggio sottomarino: infatti, hanno una completa dotazione elettronica per fornire supporto ad operazioni subacquee. Inoltre, il loro potente apparato motore le mette in grado di rimorchiare unità (anche subacquee) con un dislocamento superiore alle 15000 tonnellate.
Le unità della classe Prut sono state costruite tra la fine degli anni '50 e l'inizio degli anni '60 presso il cantiere navale di Mykolaïv in Unione Sovietica. La classe originale comprendeva otto unità. Un'altra unità (Altaj, ex SS-22 fino al 1966) è stata costruita nel 1965 secondo il progetto 527P. Quasi tutte le unità, tranne tre (SS-44, ex MB-11 fino al 1966; Žiguli, ex SS-25; Altaj, ex SS-22), sono state sottoposte ad estesi lavori di modernizzazione nel 1969-1976: la versione modernizzata è stata chiamata progetto 527M. È probabile che oggi ne sopravvivano solo due: le altre sono state radiate oppure sono rimaste vittima di incidenti tra il 1972 ed il 1995.
- ĖPRON (ex MB-26 fino al 1966, poi SS-26 fino al 1989): entrata in servizio nel 1959 ed operativa nella Flotta del Mar Nero.
- Podvodnik Marinesko (ex MB-21 fino al 1966, poi SS-21 fino al 1994): entrata in servizio nel 1960 ed operò nella Flotta del Mar Nero fino al 1992, e poi nella Black Sea Shipping Company, ovvero BLASCO (in ucraino «Чорноморське морське пароплавство»?, "Compagnia di navigazione del Mar Nero"; Ucraina). Il suo stato attuale è sconosciuto.[3]